# カギっ子

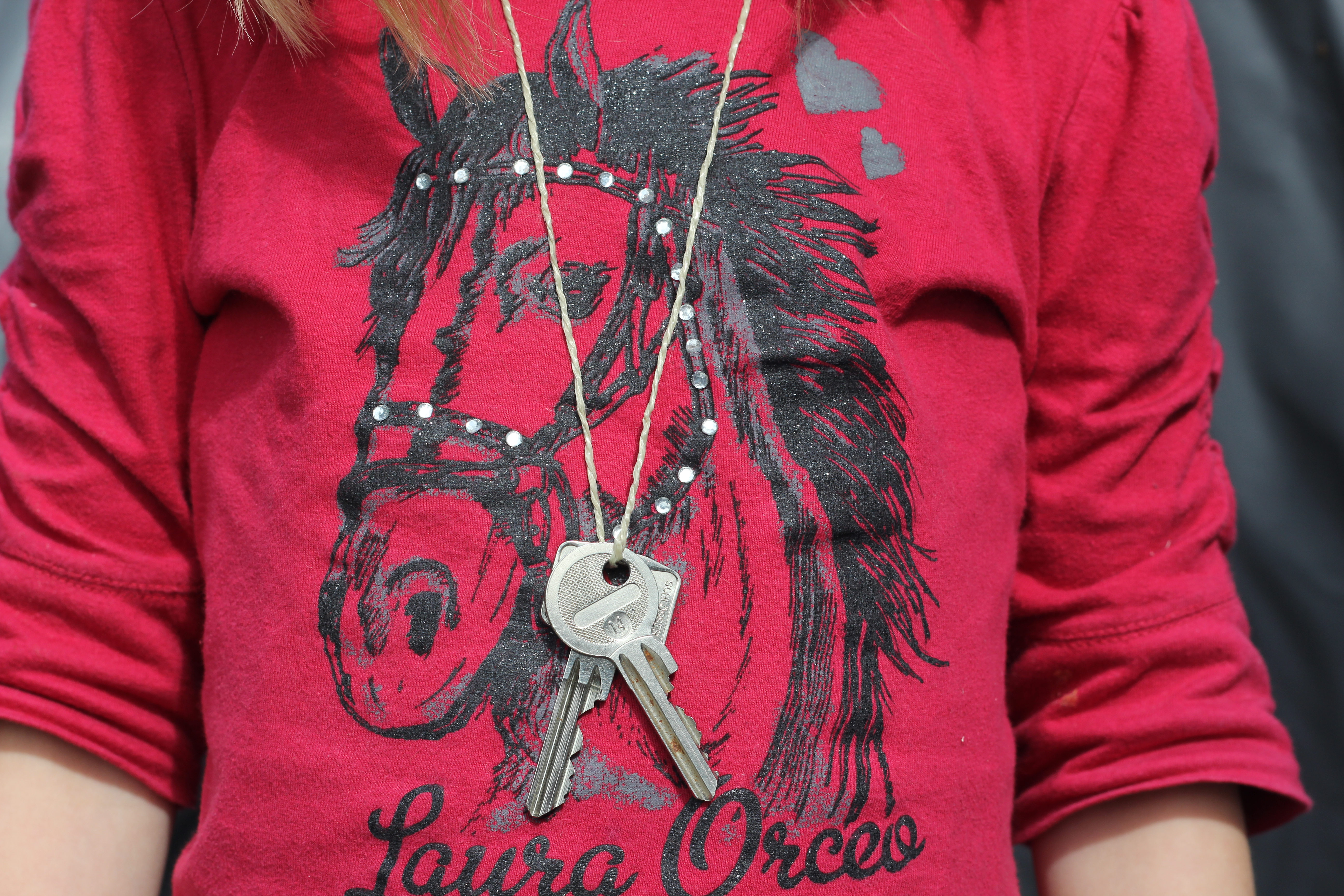
「カギっ子」

カギっ子（カギっこ、鍵っ子）とは、家庭の事情で、学校からの帰宅時に他の家族（保護者や親）が自宅におらず、自ら家の鍵を持参している子供の事を指す通称。キイ・チャイルドとも言われていた。

## 定義
この用語における子供とは、自ら鍵を開けるという行動ができる小学校低学年以上から、学校から直ちに家に帰ることが多い小学生6年生までを指すことが多いが、中学生までを含めることもあり明確な限定はない。
教育学や行政の分野においては、この用語を使用する場合にはその範囲として小学生（「児童」）を前提とすることが多い。これは後述の児童が大人の目の届かないところに放置されることの問題点を取り上げているためであり、中学生以降は部活動などでの自主的な活動が増えるため状況が異なるからである。
この用語における親の状況とは、両親が居る場合でも共働きであったり、又は母子家庭、父子家庭であって、子供の帰宅時には多くの日で留守であることをさし、たまたま所用により留守にするというものは当てはまらない。
また、用語の印象として「都市部」「集合住宅」というものがあるが、これはカギっ子の増加の時代背景が、高度経済成長期＝都市部の人口増、核家族化＝集合住宅、というイメージを与えているからと考えられる。

### 旧厚生省における定義
旧厚生省の1971年厚生白書においては「留守家庭児童」という用語が用いられ「その保護者が月間の大部分（3分の2以上）の日において児童が学校から帰宅したときから夕刻まで不在となっているのが常態となっている者」と定義している。

## カギっ子の発生の背景
このような俗称が生まれたのは高度成長期の1963年頃からであり、同年の『現代の流行語』（現代語研究会 編）によれば東京の子供のうち6〜7万人がカギっ子であったとされる。昭和37年（1962年）の厚生省青少年児童白書においても共働き家庭における児童についての記述があり、昭和43年（1968年）には総理府調査において「かぎつ子の実態と対策に関する研究」との名称が使われている。
その総理府調査によると鍵っ子家庭の母親の就労理由は、「生活には困らないがさらに収入がほしい」が49.2%であり、「他に働く人なしで生活に困つている」の28.4%を上回っている。
この他にも、昭和40年代以降の核家族化の進行（祖父母などが家にいない）が要因の一つである。
昭和44年（1969年）10月の厚生省調査「全国家庭児童調査」によれば、小学生は109万人、中学生は374万人の合計483万人が「カギっ子」であると推定されていた。

## カギっ子の問題点
昭和30年代から昭和40年代（1955年 - 1970年代前半）にかけての日本の経済成長、社会構造の変化の一つの現象として、カギっ子の増加は児童教育の危機であると捉えられていた。
- 子供の教育についての問題点
家庭内に親（保護者）が不在であり、核家族化、集合住宅等の増加なども相まって、子供が学校から帰宅後に大人の目が届かない状況で放置される時間の増加は、情操教育、社会教育の機会を失わせるものであると考えられていた。また、同時にカギっ子の家庭は、保護者の学校教育への参加や対話に時間的困難が伴うことから、学校における教育と、家庭における教育の乖離が起こりやすい家庭であると考えられていた。

- 子供の安全についての問題点
子供が鍵を所持していることから、鍵が奪われることや、子供の帰宅時を狙った犯罪（窃盗、わいせつ等）が発生した。

## カギっ子増加への対策
昭和38年（1963年）頃から、カギっ子の増加に対して、学童保育や学校での校庭使用時間の延長など、できるだけ子供を孤立させないという施策が実施されている（学童保育の記事に詳しい）。
また、このような公的施策以外においては、昭和50年代（1975年 - ）以降、急速に普及した「学習塾」がそのような児童・生徒の身の置き所になっていたとの指摘もある。

## カギっ子の現状
少子化の進行に伴い、児童・生徒数の絶対数が減少しているため、カギっ子の絶対数も減少をしている。しかし、厚生労働省の「平成16年度全国家庭児童調査」では、両親が共稼ぎをしている18歳以下の児童は、児童数ベースで54.7％となっており、一人っ子家庭の増加、女性の社会進出の程度がさらに高く（パートタイム労働からフルタイム労働へ）なっていることとも併せ相対的にはさらにカギっ子化は進んでいるものと考えられる。
また、カギっ子の絶対数のピークであった昭和40年代から昭和50年代（1965年 - 1984年）に比して、子供の時間が携帯電話、インターネット等の個々に与えられた手段によって消費されており、子供の帰宅後の生活状況について親の把握できない部分が拡大しているとの指摘もある。
なお、アメリカ合衆国においては、日本の「カギっ子」状態を含め、子供に家の留守番をさせたりする（要するに、子供だけがいる状態にしておく）ことは、保護者が児童虐待（ネグレクト）の疑いを受ける可能性があると言われている（参考サイト、、、）。